# Pseudione giardi
Pseudione giardi là một loài chân đều trong họ Bopyridae. Loài này được Calman miêu tả khoa học năm 1898.